# Sepp Schlögl
Franz-Josef „Sepp“ Schlögl (* 11. Februar 1947 in Inning am Ammersee) ist ein Motorrad-Grand Prix-Mechaniker, der unter anderem die Maschinen von Weltmeistern wie Toni Mang, Thomas Lüthi und Dieter Braun sowie Vizeweltmeistern Ralf Waldmann, Helmut Bradl und Reinhold Roth präparierte. Mit sechs WM-Titeln und sieben Vize-WM-Titeln ist Schlögl einer der erfolgreichsten Grand Prix-Mechaniker aller Zeiten.

## Lebensweg
Als Teenager wollte Schlögl mit seinem Schulfreund Toni Mang Motorrad-Rennfahrer werden. Kfz-Mechaniker Schlögl und Werkzeugmacher Mang wurden 1970 Mechaniker beim deutschen 125-cm³-Weltmeister Dieter Braun. Während Mang bald darauf selbst ein bekannter Rennfahrer wurde, blieb Schlögl bei Braun und machte Furore, indem er Brauns Yamaha TZ 250 (Braun hatte von der 125er- in die 250er-Klasse gewechselt) auf Wasserkühlung umstellte und den Motor mit quadratischem Bohrung-Hub-Verhältnis ausstattete. Diese Neuerungen, die Drehzahl und Leistung erhöhten und technische Defekte reduzierten, erwies sich als erfolgreich. „Wir hatten keinen einzigen technischen Ausfall. Das Budget für das gesamte Motorrad betrug gerade mal 8000 Mark, und Dieter wurde 1973 damit Weltmeister“, kommentierte er später.
Nachdem Braun nach zwei schweren Stürzen seine Karriere beenden musste, wurde Schlögl Chefmechaniker bei Mangs Team. Er sorgte dafür, dass sein Schulfreund auf Kawasaki zwischen 1980 und 1982 viermal Weltmeister wurde und in seinem besten Jahr 1981 sowohl die 250er- als auch die 350er-Klasse gewann. 1986 kam es nach einem enttäuschenden Jahr (Platz vier) sowie zwischenmenschlichen Spannungen zur Trennung, und Schlögl übernahm die Maschinen von Reinhold Roth. Roth wurde auf 1987 und 1989 mit Schlögl Vize-Weltmeister. Nachdem Roth nach einem furchtbaren Sturz ein Pflegefall wurde, betreute Schlögl die Nachwuchsfahrer Helmut Bradl und Ralf Waldmann, die unter ihm ebenfalls Vizeweltmeister wurden. 2002 hörte er zeitweilig auf, bis er 2004 die Betreuung von Thomas Lüthi aus der Schweiz übernahm und ihn auf Anhieb zur 125er-Weltmeisterschaft 2005 führte.
Schlögl ist verheiratet und hat einen Sohn und eine Tochter.

## Erfolge
- sechs WM-Titel
  - Dieter Braun: 1973
  - Toni Mang: 1980, zweimal 1981, 1982
  - Thomas Lüthi: 2005
- sieben Vize-WM Titel
  - Toni Mang 1981, 1985
  - Reinhold Roth 1987 und 1989
  - Helmut Bradl 1991
  - Ralf Waldmann 1996 und 1997
- 72 GP-Siege